# Spectral (Heimcomputer)
Spectral (auch EPR02 [= Einplatinenrechner] genannt) war ein Nachbau des Sinclair ZX Spectrum, der in der DDR entwickelt wurde.

## Vorgeschichte und Entwicklung
Entwickelt wurde der Computer ab 1987 vom Ingenieurbetrieb für Anwendungen Mikroelektronik (IFAM) Erfurt, produziert vom VEB Mikroelektronik „Karl Marx“, und war ab 1. Dezember 1988 im Handel erhältlich. Erwerben konnte man den Spectral nur beim Industrieladen des VEB Robotron-Vertrieb Erfurt, der heutzutage unter Hübner-Elektronik firmiert.

## Hardware
Der Rechner war im Gegensatz zu anderen Nachbauten wie dem GDC1 oder HCX vollständig kompatibel zum ZX Spectrum, vollständig kompatibel war aber auch der KuB 64K. Software für den ZX Spectrum ist hierauf lauffähig. Zusätzlich konnte der Arbeitsspeicher auf maximal 256 KB erweitert werden. Er besaß einen RGB-Ausgang. Weiterhin gab es einen Anschluss für einen Joystick. Außer der Leiterplatte musste der Besitzer sich alle Teile selbst besorgen und zusammenbauen.
Das Vorgängermodell EPR01 hatte außer dem Namen und dem gleichen Prozessor keinerlei Ähnlichkeiten oder gar Kompatibilität.
Das Tastenlayout war an das des Vorbildes angelehnt, es wurden jedoch Kunststofftasten statt einer Gummitastatur (wie beim Original) verwendet.